# سیفون

سیفون (به فرانسوی: Siphon) به وسیله‌ای گفته می‌شود که در آن لوله‌ای مایع را از مخزنی بالاتر به سطحی پایین‌تر منتقل می‌کند.

## کاربردهای پدیده سیفون
- باران‌سنج
- سرریز سد

## وسایلی که سیفون واقعی نیستند
- قهوه‌ساز خلاء
- سیفون معکوس یا شترگلو